# Leichtathletik-Weltmeisterschaften 2019/Teilnehmer (Irak)
| Gelbes Symbol für Goldmedaillen mit stilisierten Olympischen Ringen | Graues Symbol für Silbermedaillen mit stilisierten Olympischen Ringen | Braundes Symbol für Bronzemedaillen mit stilisierten Olympischen Ringen |
| ------------------------------------------------------------------- | --------------------------------------------------------------------- | ----------------------------------------------------------------------- |
| —                                                                   | —                                                                     | —                                                                       |

Der Leichtathletikverband des Iraks nahm an den Leichtathletik-Weltmeisterschaften 2019 in Doha teil. Ein Athlet wurde vom irakischen Verband nominiert.

## Ergebnisse

### Männer

#### Laufdisziplinen
| Athlet              | Disziplin | Vorlauf | Vorlauf | Halbfinale | Halbfinale | Finale | Finale |
| Athlet              | Disziplin | Zeit    | Platz   | Zeit       | Platz      | Zeit   | Platz  |
| ------------------- | --------- | ------- | ------- | ---------- | ---------- | ------ | ------ |
| Taha Hussein Yaseen | 400 m     | 46,58 s | 31      | DNQ        | DNQ        | –      | –      |